# Abbeylara Abbey
Abbeylara Abbey (Abbeylaragh, Lerha; irisch Mainistir Leathrátha) ist eine ehemalige Zisterziensermönchsabtei im County Longford in der heutigen Republik Irland. Das ehemalige Kloster lag im Dorf Abbeylara.

## Geschichte
Das Kloster wurde wohl 1210 von dem ironormannischen Edlen Richard de Tuit (Risteárd de Tiúit) gestiftet, aber erst 1214 mit Mönchen aus Saint Mary’s Abbey (Dublin) besiedelt, das eine Tochtergründung des Klosters Savigny in Frankreich war. Damit gehörte es der Filiation der Primarabtei Kloster Clairvaux an. Das Kloster unterstützte die englische Position in Irland. Es ist ein irisches National Monument. Im 15. Jahrhundert geriet das sehr arme Kloster unter den Einfluss der Familie O’Farrell, und im 16. Jahrhundert zählte es nurmehr sechs Mönche. Auch nach der Klosteraufhebung im Jahr 1540 bestand der Konvent zunächst weiter.

## Bauten und Anlage
Von der kreuzförmigen Kirche hat sich der Mittelturm mit einigen angrenzenden Wänden erhalten. Die völlig zerstörten Konventsgebäude lagen im Süden.

## Die Sheela-na-Gig
Die Sheela-na-Gig (irisch Síle na gCíoch) von Abbeylara liegt auf der Innenseite der Südwand der Vierung der Abtei von Abbeylara, in einer Höhe von 2,5 m und ist ein Sandsteinrelief mit den Maßen 0,37 × 0,22 m. Der Zustand macht es indes unmöglich, das Relief zweifelsfrei zu klassifizieren. Eine besser erhaltene Sheela findet sich an der mittelalterlichen Kirchenruine von Rathcline, etwa 50 km westlich im County Longford.